# U-Bahn Yokohama

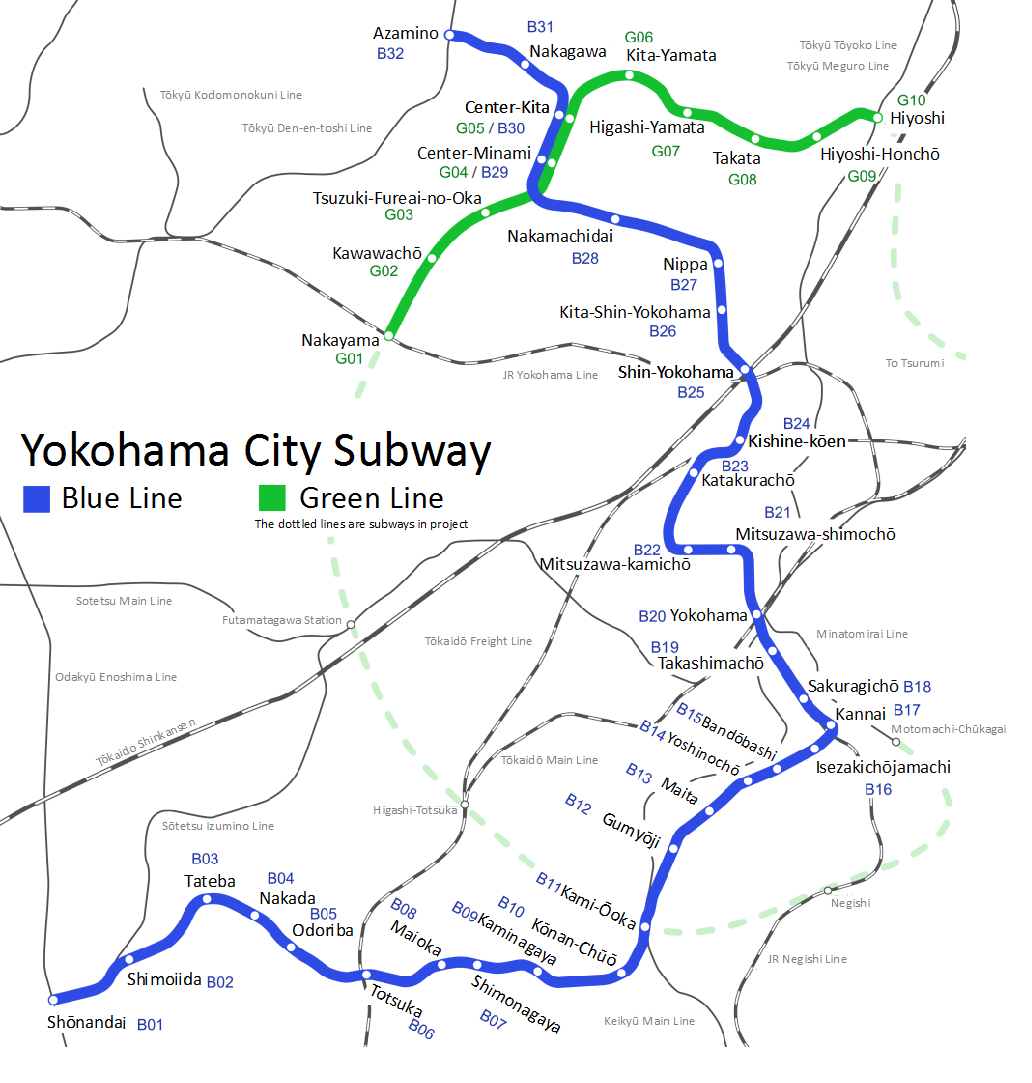
Netzplan

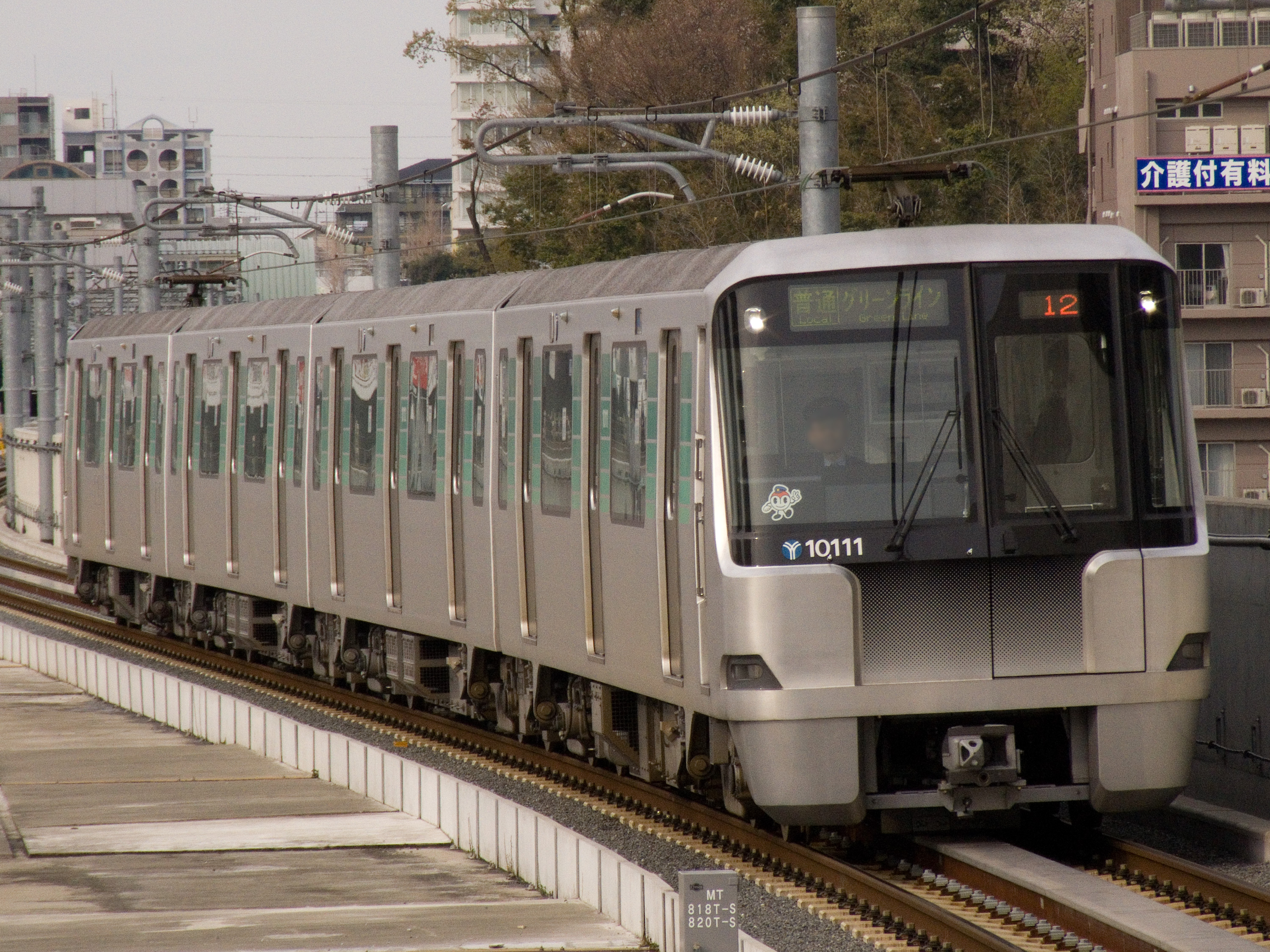
Typ 10000 (Green Line)

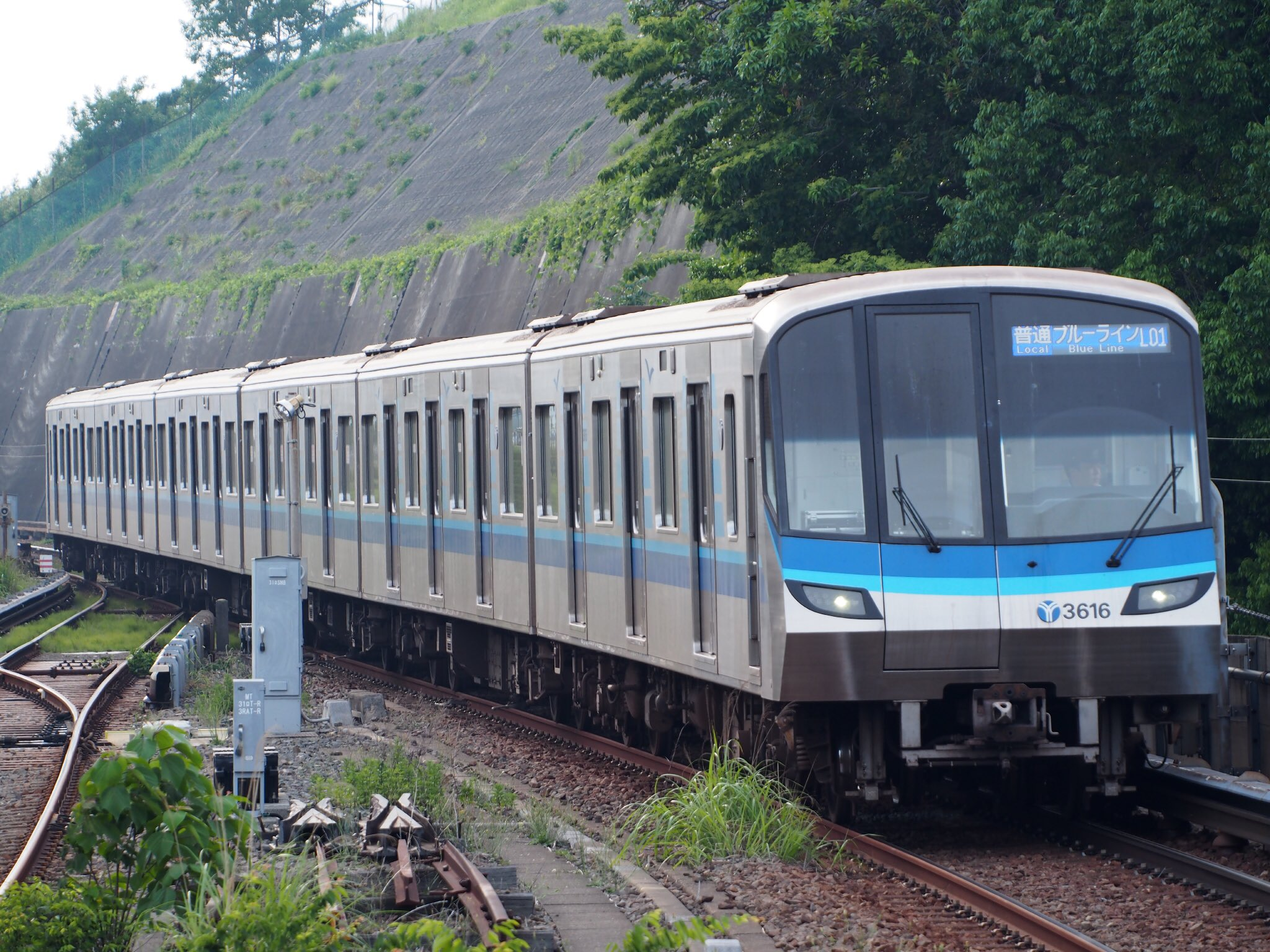
Typ 3000

Die U-Bahn Yokohama (jap. 横浜市営地下鉄, Yokohama-shiei chikatetsu, dt. Städtische U-Bahn Yokohama) ist das U-Bahn-System der japanischen Stadt Yokohama. Der Bau der ersten Strecke wurde 1963 begonnen.

## Liniennetz

### Linie 1 und 3 (Blue Line,ブルーライン)
Ursprünglich waren zwei separate Linien geplant, die Linie 1 mit den Endhaltestellen Shonandai und Kannai sowie die Linie 3 mit den Endhaltestellen Kannai und Azamino. Heute verkehren die Züge durchgängig zwischen Shonandai und Azamino. Die beiden Linien bilden mit einer Gesamtlänge von 40,4 km die zweitlängste U-Bahn-Strecke Japans nach der Ōedo-Linie der Toei-U-Bahn in Tokio. Die Spurweite beträgt 1.435 mm (Normalspur) und die Stromversorgung von 750 V erfolgt über eine dritte Schiene. Eine Verlängerung der Linie 3 von der jetzigen Endhaltestelle Azamino zur Station Shin-Yurigaoka ist geplant. Die Verlängerung um 6,5 km soll 172 Milliarden Yen kosten und 4 neue Stationen umfassen. Mit der Fertigstellung wird nicht vor 2030 gerechnet.

#### Bahnhof
Bahnhof Azamino  – Bahnhof Nakagawa – Bahnhof Center-Kita – Bahnhof Center-Minami – Bahnhof Nakamachidai – Bahnhof Nippa – Bahnhof Kita Shin-Yokohama – Bahnhof Shin-Yokohama – Bahnhof Kishine-kōen – Bahnhof Katakurachō – Bahnhof Mitsuzawa-kamichō – Bahnhof Mitsuzawa-shimochō – Bahnhof Yokohama – Bahnhof Takashimachō – Bahnhof Sakuragichō – Bahnhof Kannai – Bahnhof Isezaki-chōjamachi – Bahnhof Bandōbashi – Bahnhof Yoshinochō – Bahnhof Maita – Bahnhof Gumyōji – Bahnhof Kamiōoka – Bahnhof Kōnan-Chūō – Bahnhof Kaminagaya – Bahnhof Shimonagaya – Bahnhof Maioka – Bahnhof Totsuka – Bahnhof Odoriba – Bahnhof Nakada – Bahnhof Tateba – Bahnhof Shimoiida – Bahnhof Shōnandai

### Linie 2
Das Projekt für die geplante Strecke von Kanagawa-Shinmachi nach Byobugaura ist derzeit gestoppt.

### Linie 4 (Green Line,グリーンライン)
Die Linie 4 verläuft von Hiyoshi nach Nakayama und bildet den ersten Teil der geplanten Yokohama-Ringlinie. Sie wurde am 30. März 2008 eröffnet.

#### Bahnhof
Nakayama – Bahnhof Kawawachō – Bahnhof Tsuzuki-fureainooka – Bahnhof Center-Minami – Bahnhof Center-Kita – Bahnhof Kita-Yamata – Bahnhof Higashi-Yamata – Bahnhof Takata – Bahnhof Hiyoshi-Honchō – Hiyoshi

### Minatomirai-Linie
Die 2004 eröffnete Minatomirai-Linie verbindet den Hauptbahnhof mit der Chinatown und verläuft dabei durch das Stadtentwicklungsgebiet Minato Mirai 21. Sie wird jedoch nicht wie die anderen Linien vom Verkehrsamt der Stadt Yokohama, sondern von der Yokohama Kōsoku Tetsudō betrieben. Aus diesem Grund wird sie im Allgemeinen nicht als Teil der U-Bahn Yokohama angesehen, obwohl sie komplett im Tunnel verläuft.